# Azov, Prîmorsk
Azov (în ucraineană Азов, în germană Tiegenhof) este un sat în comuna Borîsivka din raionul Prîmorsk, regiunea Zaporijjea, Ucraina. Satul a fost locuit de germanii pontici.  

## Demografie
Componența lingvistică a localității Azov
     Ucraineană (83,97%)
     Rusă (14,74%)
     Română (1,28%)
     Alte limbi (0,01%)
Conform recensământului din 2001, majoritatea populației localității Azov era vorbitoare de ucraineană (83,97%), existând în minoritate și vorbitori de rusă (14,74%) și română (1,28%).